# Aseleben
Aseleben este o comună din landul Saxonia-Anhalt, Germania.